# 37573 Enricocaruso
37573 Enricocaruso è un asteroide della fascia principale. Scoperto nel 1989, presenta un'orbita caratterizzata da un semiasse maggiore pari a 2,3793437 UA e da un'eccentricità di 0,2001960, inclinata di 3,16015° rispetto all'eclittica.